# Guerra di successione di Stettino
La guerra di successione di Stettino fu un conflitto sorto tra i duchi di Pomerania e l'elettore di Brandeburgo. Esso ebbe inizio nel 1464, dopo la morte del duca Ottone III di Pomerania-Stettino senza eredi. I duchi di Pomerania-Wolfast, Eric II e Wratislav X si ritenevano i legittimi eredi di Ottone. L'elettore Federico II di Brandeburgo riteneva la Pomerania-Stettino come feudo del Brandeburgo e come tale, alla morte di Ottone III senza eredi, il feudo sarebbe dovuto tornare al Brandeburgo.

## La guerra
Dopo che il duca Ottone III di Pomerana-Stettino morì di peste nel 1464, Federico II di Brandeburgo sfruttò la propria posizione per reclamare la sovranità del Brandeburgo sulla Pomerania. Il 21 gennaio 1466, i duchi e l'elettore conclusero il Trattato di Soldin, col quale l'elettore infeudò i duchi della Pomerania ed essi lo riconobbero come loro signore feudale. I duchi di Pomerania, ad ogni modo, non rispettarono quanto convenuto nei loro obblighi ed il conflitto insorse nuovamente. Nel 1468, il Brandeburgo conquistò diverse città della Pomerania su entrambe le sponde dell'Oder. Dopo l'inconcludente assedio di Ueckermünde, le due parti si accordarono per un cessate il fuoco. I negoziati di pace a Piotrków Kujawski furono però solo un'estensione di questa cessazione delle ostilità. Nel maggio del 1470, Eric II invase la Neumark e iniziò a razziarne il territorio. Nel frattempo, l'imperatore Federico III si schierò per riconoscere le pretese del Brandeburgo. L'imperatore, personalmente infeudò Federico II della Pomerania-Stettino e ordinò ad Eric II ed a Wartislaw X di riconoscere Federico come loro signore feudale. Il duca Enrico IV di Meclemburgo tentò una mediazione, e alla fine di maggio del 1472 venne siglato un trattato di pace a Prenzlau. I duchi e gli Stati Generali di Pomerania tributarono il loro omaggio a Federico II, al quale venne concesso di disporre liberamente dei territori conquistati e scorporati dalla Pomerania.
Per parte dei duchi, il trattato di pace venne scritto con diversi professori di legge dell'Università di Greifswald. Tra questi vi erano Johannes Parleberg, Matthias von Wedel, Sabel Siegfried il Giovane, Hermann Slupwachter, Johann Elzing, Heinrich Zankenstede e Georg Walter. Gerwin Rönnegarwe e Hertnidt vom Stein ebbero un ruolo nella discussione.

## Conseguenze
Il risultato del conflitto fu sfavorevole per la Pomerania; ciò nonostante i duchi ottennero formalmente di poter mantenere il controllo della Pomerania-Stettino tramite il riconoscimento della sovranità brandeburghese. Boghislao X tentò di negoziare una pace più favorevole per la Pomerania col Trattato di Pyritz del 1493. Alla fine il Brandeburgo arrivò a rinunciare alla propria sovranità col Trattato di Grimnitz del 1529, ma in cambio i duchi di Pomerania avrebbero dovuto garantire all'elettorato di Brandeburgo la futura successione nel caso in cui il Casato di Pomerania si fosse estinta.